# エグバート1世 (ノーサンブリア王)
エグバート1世 (英語: Ecgberht I  873年死去) は、9世紀半ばのノーサンブリア王。この時代のノーサンブリア王国は記録が乏しく、エグバート1世について知られていることも少ない。彼が登場する現存記録は、わずか3つである。

867年8月21日、ノーサンブリア王アエラとオスバートが大異教軍との戦闘で戦死した。この時のダラムのシメオンの記録でエグバート1世が初出する。
ほとんどすべてのノーサンブリア人が敗れ、倒され、2人の王は殺された。生存者は異教徒と和を結んだ。それらの出来事の後、異教徒はエグバートを己の支配下で王に据えた。エグバートは6年間、タイン川までのノーサンブリア人を支配した。
歴史家たちは、エグバートはおそらくノーサンブリア王位を争える家系の出身で、大異教軍のために働く徴税吏のような立場でノーサンブリアを支配したと考えている。
2度目にエグバート1世にに言及されるのは872年のことである。「ノーサンブリア人は、彼らの王エグバートと彼らの大司教ウルフヘレを追放した。」エグバートは873年に死去し、Ricsigeが跡を継いだ。